# Giuseppe Rotunno
Giuseppe Rotunno (Roma, 19 de marzo de 1923 – Roma, 7 de febrero de 2021) fue un director de fotografía italiano. Trabajó, entre otros, con los cineastas Federico Fellini, Vittorio De Sica y Luchino Visconti. Fue nominado a un premio Óscar en la categoría de mejor fotografía por su trabajo en la película All That Jazz (1979) y ganó ocho premios Nastro d'argento.

## Biografía
Tras el fallecimiento de su padre, cuando Rotunno tenía 17 años, encontró empleo en el laboratorio de fotografía de los estudios Cinecittà. Allí trabajó como fotógrafo y posteriormente fue operador de cámara en la película L'uomo dalla croce (1943) de Roberto Rossellini. Durante la Segunda Guerra Mundial fue reclutado y enviado a Grecia para colaborar con los corresponsales de guerra. Fue capturado por los alemanes y luego liberado por los estadounidenses.
Al regresar de la guerra trabajó como operador de cámara en las películas Umberto D. (1952) y Estación Termini (1953) de Vittorio De Sica. Durante esa época se desempeñó como asistente del director de fotografía G.R. Aldo, quien estaba trabajando en la cinta Senso (1954) de Luchino Visconti. Cuando Aldo falleció en un accidente automovilístico, Visconti lo reemplazó con el británico Robert Krasker, pero las desavenencias entre ambos llevaron al cineasta italiano a pedirle a Rotunno que se encargue de la fotografía del resto de la película. Su primer crédito como director de fotografía fue en la cinta Pan, amor y... (1955) de Dino Risi, rodada en el formato Cinemascope y protagonizada por Sophia Loren.
Conoció a Federico Fellini en 1959, cuando el cineasta estaba preparando el rodaje de 8½ (1963). Sin embargo, Rotunno no pudo participar en el proyecto ya que debía trabajar en el largometraje Los compañeros (1963) de Mario Monicelli. Su primera colaboración fue en la película antológica Spirits of the Dead (1968), cuyos segmentos estaban basados en historias de Edgar Allan Poe. Tras esto trabajó como director de fotografía en siete largometrajes de Fellini, incluidos Satiricón (1969), Roma (1972) e Y la nave va (1983).
Fuera de Italia, trabajó en películas como La hora final (1959) de Stanley Kramer, La Biblia (1966) de John Huston, All That Jazz (1979) de Bob Fosse -por la cual fue nominado a un premio Óscar en la categoría de mejor fotografía-, Popeye de Robert Altman, Las aventuras del barón Munchausen (1988) de Terry Gilliam y Sabrina de Sydney Pollack.
En 1966 fue invitado a integrar la American Society of Cinematographers (ASC) como el primer miembro no estadounidense de la asociación. En 2006, con ocasión del quincuagésimo aniversario de los premios David de Donatello, la organización a cargo de la ceremonia decidió reconocer con un premio especial a ocho figuras representativas del cine italiano de los últimos 50 años. Rotunno fue seleccionado en la categoría de fotografía.
Falleció en Roma el 7 de febrero de 2021, a los 97 años.

## Filmografía
- Pan, amor y... (1955)
- Tosca (1956)
- Montecarlo (1956)
- Noches blancas (1957)
- Ana de Brooklyn (1958)
- La ragazza del Palio (1958)
- La maja desnuda (1958)
- Policarpo, ufficiale di scrittura (1959)
- La Gran Guerra (1959)
- La hora final (1959)
- Five Branded Women (1960)
- The Angel Wore Red (1960)
- Rocco y sus hermanos (1960)
- Fantasmi a Roma (1961)
- I due nemici (1961)
- Boccaccio 70 (1962)
- Cronaca familiare (1962)
- El gatopardo (1963)
- Los compañeros (1963)
- Ayer, hoy y mañana (1963)
- La Biblia (1966)
- La streghe (1967)
- El extranjero (1967)
- Spirits of the Dead (1968)
- Capriccio all'italiana (1968)
- Anzio (1968)
- Candy (1968)
- Satiricón (1969)
- El secreto de Santa Vittoria (1969)
- Los girasoles (1970)
- Splendori e miserie di Madame Royale (1970)
- Conocimiento carnal (1971)
- Roma (1972)
- El hombre de La Mancha (1972)
- Amor y anarquía (1973)
- Amarcord (1973)
- Tutto a posto e niente in ordine (1974)
- L'erotomane (1974)
- Il bestione (1974)
- Divina creatura (1975)
- Casanova (1976)
- Sturmtruppen (1976)
- Ecco noi per esempio... (1977)
- A Night Full of Rain (1978)
- Amore, piombo e furore (1978)
- Cristo se paró en Éboli (1979)
- Prova d'orchestra (1978)
- All That Jazz (1979)
- La ciudad de las mujeres (1980)
- Popeye (1980)
- Rollover (1981)
- Bello mio, bellezza mia (1982)
- Cinco días un verano (1982)
- The Scarlet and the Black (1983)
- Y la nave va (1983)
- American Dreamer (1984)
- Non ci resta che piangere (1984)
- The Assisi Underground (1985)
- Red Sonja (1985)
- Hotel Colonial (1987)
- Giulia e Giulia (1987)
- Rent-a-Cop (1988)
- Haunted Summer (1988)
- Las aventuras del barón Munchausen (1988)
- Mio caro dottor Gräsler (1990)
- Regarding Henry (1991)
- Once upon a Crime (1992)
- Lobo (1994)
- The Night and the Moment (1995)
- Sabrina (1995)
- El síndrome de Stendhal (1996)
- Marcello Mastroianni: mi ricordo, sì, io mi ricordo (1997)